# Rozstání (kraj pardubicki)
Rozstání – miejscowość i gmina (obec) w Czechach, w kraju pardubickim, w powiecie Svitavy. W 2022 roku liczyła 239 mieszkańców.